# Шехтман, Николай Абрамович
Николай Абрамович Шехтман (13 февраля 1936, Жлобин) — советский и российский учёный в области лексикологии и семантики. 
Доктор филологических наук (1977), профессор (1985). Член Российской академии естественных наук и Академии менеджмента по образованию. Заслуженный деятель науки РФ (1996). Академик РАЕН, «Отличник народного образования РСФСР» (1965), «Отличник народного образования СССР» (1979).

## Биография
Окончил Оренбургский пединститут (1953) и аспирантуру Ленинградского института имени Герцена (1963). С 1958 года работает в Оренбургском государственном педагогическом университете, где в разные годы заведовал кафедрой английской филологии (1966—1984), был деканом факультета иностранных языков (1984—1985), проректором по научной работе (1988—2001). Профессор кафедры теории и практики перевода Оренбургского государственного педуниверситета, академик РАЕН, «Отличник народного образования РСФСР» (1965), «Отличник народного образования СССР» (1979). Автор шести монографий и 150 научных публикаций. Участник международных конгрессов в Амстердаме, Кембридже, Лейпциге и других центрах мировой науки. Создатель научной школы семантики германских языков.